# Robert Browning (Byzantinist)
Robert Browning FBA (* 15. Januar 1914 in Glasgow; † 11. März 1997 in London) war ein britischer Byzantinist und Professor of Classics and Ancient History des Birkbeck College in London.

## Leben
Browning hat die Kelvinside Academy, eine Privatschule in Glasgow, besucht und anschließend classics und ancient history am Humanities Department der Universität Glasgow (1931–1939) studiert, unterbrochen von einem Jahr als Snell Exhibitioner am Balliol College (1935–1936). Nach dem siebenjährigen Militärdienst während des Zweiten Weltkriegs, der ihn in verschiedene Länder des Balkans und des Nahen Ostens sowie nach Ägypten führte, war Browning zunächst Harmsworth Senior Scholar am Merton College in Oxford (1946–1947), dann Lecturer (1947–1955) und Reader (1955–1965) am University College London. Im Jahr 1965 wurde er zum Professor of Classics and Ancient History am Birkbeck College ernannt, wo er bis zu seiner Emeritierung im Jahr 1981 blieb. 1978 wurde er als Fellow in die British Academy aufgenommen. Nach seiner Emeritierung war Browning in Dumbarton Oaks, der Außenstelle der Universität Harvard für Byzantinistik in Washington, D.C., und bei der Gründung der Universität Zypern in beratender Funktion tätig.
Seit seinen Studientagen in Oxford war Browning, wie viele seiner dortigen Zeitgenossen, Marxist, gehörte der Communist Party Historians Group an (Eric Hobsbawm war ein enger Freund) und wurde 1965 in das Herausgebergremium der historischen Fachzeitschrift Past & Present aufgenommen.
Browning war außerdem Vorsitzender sowohl der Society for the Promotion of Hellenic Studies als auch der Society for the Promotion of Byzantine Studies und fungierte als Herausgeber des Rezensionsteils des Journal of Hellenic Studies wie der bibliographischen Beilage der Byzantinischen Zeitschrift. Anfänglich und eher formal war er auch an Publikationsreihen beteiligt, die sein Kollege im Birkbeck College Giuseppe Giangrande initiiert hatte (Classical and Byzantine monographs, A. M. Hakkert, Amsterdam 1973ff., und Museum Philologum Londiniense, A. M. Hakkert, Amsterdam 1975–1987). Seit 1981 war er Vizepräsident der Association Internationale des Études Byzantines (International Byzantine Association).
Im Jahr 1983 haben Browning und die Filmemacherin Eleni Cubitt im Anschluss an die öffentliche Forderung Melina Mercouris in London das British Committee for the Restitution of the Parthenon Marbles (BCRPM) gegründet, das sich für die Rückgabe der sogenannten Elgin Marbles an Griechenland einsetzt.
Browning war seit 1946 mit der Bulgarin Galina Chichekova verheiratet, mit der er zwei Töchter hatte. 1972 heiratete er in zweiter Ehe Ruth Gresh.

## Forschungsschwerpunkte
Browning hat als Klassischer Philologe und Althistoriker begonnen, dann aber auf allen Gebieten der Gräzistik und der griechischen Geschichte von Mykene bis zum modernen Griechenland gearbeitet. Als Byzantinist ist er durch seine meisterhaften Bücher zur byzantinischen Geschichte und Gesellschaft, zum Kaiserpaar Justinian I. und Theodora I. und zum Kaiser Julian, die auch ins Deutsche übersetzt wurden, über Fachkreise hinaus bekannt geworden.
Darüber hinaus war Browning für seine stupenden Sprachkenntnisse bekannt. Bereits als Student hatte er David Humes Essay Of Avarice im Rahmen eines Preisausschreibens an der Universität Oxford ins Lateinische übersetzt. Neben den geläufigen Wissenschaftssprachen beherrschte er nicht nur slawische (Russisch und Bulgarisch), sondern auch entlegenere südosteuropäische Sprachen wie das Albanische und das Georgische, die er teils während seines Studiums, teils während seiner Militärdienstzeit, teils im Selbststudium unter Einsatz des Radios erlernte.

## Ehrungen
Browning wurde von der Universität Birmingham zum Ehrendoktor ernannt, von der Stadt Athen zum Ehrenbürger. Die Republik Griechenland ehrte ihn durch die Ausrichtung der Bestattung.

## Schriften (Auswahl)
- mit Costas N. Constantinides: Dated Greek manuscripts from Cyprus to the year 1570. Dumbarton Oaks Research Library and Collection and Cyprus Research Centre, Washington D.C. 1993, ISBN 0-88402-210-2 (Dumbarton Oaks studies, Band 30).
- Beitrag in: L’Uomo bizantino. A cura di Guglielmo Cavallo. Laterza, Rom 1992, ISBN 88-420-3979-9.
- History, language and literacy in the Byzantine world. Variorum Reprints, Northampton 1989, ISBN 0-86078-247-6.
- Beitrag in: Christopher Hitchens: The Elgin marbles: should they be returned to Greece. Mit Essays von Robert Browning und Graham Binns. Chatto & Windus, London 1987, ISBN 0-7011-3163-2, Neuaufl. unter dem Titel: The Parthenon marbles: the case for reunification. Preface by Nadine Gordimer. With essays by Robert Browning and Charalambos Bouras. London: Verso 2008, ISBN 1-84467-252-2
- als Herausgeber: The Greek world: Classical, Byzantine and Modern. Thames & Hudson, London 1985, Nachdruck 1999, ISBN 0-500-28162-9.
- Introductory, Poetry, Biography, History, Oratory and epistolography, Learning and the past, Minor figures. In: E. J. Kenney (Hrsg.): The Cambridge History of Classical Literature. Volume II: Latin Literature. Part 5: The Later Principate. Cambridge University Press, Cambridge 1982, ISBN 0-521-27371-4.
- Church, state and learning in twelfth century Byzantium. Dr William’s Trust, London 1981, ISBN 0-85217-042-4.
- The Byzantine Empire. Weidenfeld and Nicolson, London 1980, ISBN 0-297-77821-8; überarb. Aufl. Catholic University of America Press, Washington, D.C. 1992, ISBN 0-8132-0754-1.
  - auf Deutsch: Byzanz, Roms goldene Tochter. Die Geschichte des Byzantinischen Weltreiches. Lübbe, Bergisch Gladbach 1982, ISBN 3-7857-0306-6.
- Studies on Byzantine history, literature and education. Variorum, London 1977, ISBN 0-86078-003-1 (Faksimile-Nachdruck von 17 Aufsätzen in Englisch, Französisch und Italienisch aus den Jahren von 1952 bis 1975).
- Byzantium and Bulgaria. A comparative study across the early medieval frontier. Temple Smith, London 1975, ISBN 0-85117-064-1.
- Justinian and Theodora. Weidenfeld and Nicolson, London 1971, ISBN 0-297-00100-0, überarb. Aufl. Thames and Hudson, London 1987, ISBN 0-500-25099-5.
  - auf Deutsch: Justinian und Theodora: Glanz und Größe des byzantinischen Kaiserpaares. Deutsch von Diether Eibach. Lübbe, Bergisch Gladbach 1981, ISBN 3-7857-0274-4; Neuaufl. unter dem Titel: Justinian und Theodora: Herrscher in Byzanz. Deutsch von Dieter Eibach. Pawlak, Herrsching 1992, ISBN 3-88199-931-0.
- The Emperor Julian. Weidenfeld and Nicolson, London 1976, ISBN 0-297-77029-2.
  - auf Deutsch: Julian: Der abtrünnige Kaiser. Biographie. Deutsch von Ulla Leippe. Nymphenburger Verlagshandlung, München 1977, ISBN 3-485-00330-1; Lizenzausgabe unter dem Titel: Kaiser Julian – Der abtrünnige römische Herrscher. Deutsch von Ulla Leippe. Heyne, München 1988, ISBN 3-453-00821-9.
- Medieval and Modern Greek. Cambridge University Press, Cambridge 1969, 2. Aufl. 1983, ISBN 0-521-23488-3 (Rezension von Hans-Peter Drögemüller, in: Gymnasium 93 (1986) 184ff.).
- Notes on Byzantine prooimia. Böhlau in Komm., Graz/Wien/Köln 1966 (Wiener byzantinistische Studien, Band 1, Suppl.).
- The Linear B Texts from Knossos. Transliterated and edited by Robert Browning. London 1955 (Bulletin of the Institute of Classical Studies of the University of London, Supplementary Papers, Nr. 1).